# New Amerykah Part One (4th World War)
New Amerykah Part One (4th World War) è il quarto album discografico in studio della cantautrice statunitense Erykah Badu, pubblicato nel 2008.

## Il disco
Il disco, pubblicato dalla Universal Motown, segue di qualche anno il precedente Worldwide Underground. L'album è stato registrato con l'ausilio di diversi produttori provenienti soprattutto dalla scena hip hop e con il software GarageBand. Le registrazioni sono state effettuate tra Dallas, Los Angeles e New York.

## Tracce
1. Amerykahn Promise – 4:16 (William Allen, Roy Ayers, Edwin Birdsong)
2. The Healer – 3:59 (Daniel Bangalter, Otis Jackson Jr., Malcolm McLaren, Erica Wright)
3. Me – 5:36 (Shafiq Husayn, Wright)
4. My People – 3:25 (Leonard Caston, Jackson, Anita Poree, Wright)
5. Soldier – 5:04 (Tom Barlage, Willem Ennes, Karriem Riggins, Hans Waterman, Guus Willemse, Wright)
6. The Cell – 4:21 (Husayn, Wright)
7. Twinkle – 6:57 (Taz Arnold, Om'mas Keith, Husayn, Wright)
8. Master Teacher – 6:48 (Husayn, Curtis Mayfield, Georgia Anne Muldrow)
9. That Hump – 5:25 (Keith, Wright)
10. Telephone – 7:48 (James Poyser, Ahmir Khalib Thompson, Wright)
11. Honey (unlisted bonus track) – 5:21 (Fritz Baskett, Patrick Douthit, Clarence McDonald, David Shields, Wright)

## Classifiche
| Classifica (2008) | Posizione raggiunta |
| ----------------- | ------------------- |
| Francia           | 49                  |
| Germania          | 44                  |
| Regno Unito       | 55                  |
| Stati Uniti       | 2                   |